# Prosopium spilonotus
Prosopium spilonotus es una especie de pez de la familia Salmonidae en el orden de los Salmoniformes.

## Morfología
Cuerpo alargado y más bien cilíndrico, los machos pueden llegar alcanzar los 56 cm de longitud, aunque la longitud másxima normal es de 31 cm y una edad máxima de 8 años.

## Hábitat
Es un pez de agua dulce, de clima templado y bentopelágico. Frecuentemente se encuentra entre los 12 y 30 metros de profundidad.

## Distribución geográfica
Se encuentra en América del Norte: es una especie de pescado endémica del lago Bear (sureste de Idaho y norte de Utah, Estados Unidos.

## Observaciones
Es inofensivo para los humanos.